# MS
MS este un microcalculator personal românesc.